# Surface habitable (France)
Définir une surface habitable : 
La surface habitable est, en France, définie par l'article R156-1 du Code de la construction et de l'habitation :
Elle ne doit pas être confondue avec la surface hors œuvre brute (SHOB), la surface hors œuvre nette (SHON), ou la surface de plancher qui a remplacé les deux premières au 1er mars 2012, ni avec la superficie privative d'un lot de copropriété créée par la loi dit Carrez .
Le principe de cette surface est la notion « d'habitabilité » des locaux. En effet il est essentiel qu'un local réponde à quelques exigences pour être inclus dans la surface habitable comme : faire partie du volume chauffé, avoir une hauteur sous plafond au moins égale à 1,80m, ne pas être enterré, etc.
L'article R156-1 exclut d'emblée certains locaux comme: les garages, vérandas, celliers, séchoirs, combles non aménagés, etc. 
Pour les articles homonymes, voir Surface.
.

## Article R156-1 du code de la construction et de l'habitation
Selon l'article R156-1 du Code de la construction et de l'habitation :

« La surface habitable d'un logement est la surface de plancher construite, après déduction des surfaces occupées par les murs, cloisons, marches et cages d'escaliers, gaines, embrasures de portes et de fenêtres. Le volume habitable correspond au total des surfaces habitables ainsi définies multipliées par les hauteurs sous plafond.

Il n'est pas tenu compte de la superficie des combles non aménagés, caves, sous-sols, remises, garages, terrasses, loggias, balcons, séchoirs extérieurs au logement, vérandas, volumes vitrés prévus à l'article R. 155-1, locaux communs et autres dépendances des logements, ni des parties de locaux d'une hauteur inférieure à 1,80 mètre »

.

## Surface de plancher
Le 1er mars 2012 est entré en vigueur un nouveau mode de calcul des surfaces de constructions, assez proche de la surface habitable par son mode de calcul : la surface de plancher qui est essentielle à la délivrance des permis de construire et autres autorisations d'urbanisme. Elle se substitue aux anciennes surface hors œuvre brute (SHOB) et surface hors œuvre nette (SHON), mais ne remplace en aucun cas la surface habitable.

## Obligation d'information sur la surface habitable
Lors de la location d'un logement/local d'habitation, le contrat de location doit mentionner la surface habitable du lot loué comme le dispose la loi dite « loi Boutin  ». Cette surface n'a pas à être obligatoirement réalisée par un professionnel. Cependant, celui qui effectue le mesurage (bailleur, métreur professionnel, diagnostiqueur, agent immobilier) engage sa responsabilité.